# 專案管理知識體系指南
《專案管理知識體系指南》(PMBOK®  Guide, A Guide to the Project Management Body of Knowledge)是美國國際專案管理學會所發行的一本專案管理著作，內容包含關於專案管理的標準。
1987年發行論文開始，其間是經過有豐富經驗的管理人員，與對專案管理有深入研究的管理學者，共同參與增訂而成，內容綜合了專案管理領域相關的專業知識與實作經驗。
專案管理知識體系被作為專案管理的標準而被廣泛接受，虽然它也受到了批评。其主要的批評来自于關鍵鏈（与关鍵路徑相對）的追随者（如Leach）。還有人認為敏捷方法 Scrum是非常有用的選擇。

## 歷史
早期的專案管理知識體系指南被美國國家標準協會 (ANSI) 認定為標準，即 ANSI/PMI 99-001-2008 美國標準。專案管理知識體系指南於1996年由國際專案管理學會首次發布。這本書是由早期在1983年出版的「道德、標準及認證委員會最終報告」的白皮書所延伸。
各版本出版年度如下：
- 第一版於1996年出版。
- 第二版於2000年出版。
- 第三版於2004年出版。
- 第四版於2008年出版。
- 第五版於2013年出版。
- 第六版於2017年出版。
- 第七版於2021年出版[4]。

## 目的
專案管理知識體系目的是做唯一公認的「專案管理知識體的子集合」的典範實務。「公認」的意思是有價值以及有用處的共識，且其多數時間知識跟實務都可被多數的專案應用。「典範實務」的意思是普遍同意的知識、技能、工具、以及技術的應用可以提升許多專案的成功率。有時，所謂「最新的」專案管理趨勢，通常由顧問提倡，這不一定是屬於專案管理知識體最新的版本。
不過，現在《專案管理知識體系》第六版也包含了《敏捷實務指南》。

## 內容
專案管理知識體系是以過程為基礎的，意味著工作係由一系列的過程所完成。此方法與其他管理標準如ISO 9000與軟體工程協會的CMMI是一致的。這些過程在整個專案或在不同階段間，會相互重疊與相互作用。
- 投入(文件、計畫書、設計……等)
- 工具與技術(對投入所施行的機制)
- 產出(文件、計畫書、設計……等)

《專案管理知識體系指南》第六版提供了管理個別專案的指導原則，並定義了專案管理的相關概念。它也說明了專案管理的生命週期及其相關過程，以及專案的生命週期，並首次包含了《敏捷實務指南》。
指南中所述的專案管理知識體系識別了49個過程，其可分為5個基本流程組及10大知識領域，它們在大部分時間為大多數專案的典型特徵。

## 五大過程組
按照國際專案管理學會的專案管理知識體系指南，專案管理可以分為以下五大過程組：
- 起始過程組：藉由獲得授權以啟動專案或階段，用以定義新專案或既有專案新階段的過程。
- 規劃過程組：為建立專案範疇、優化專案目標及實現專案目標而定義行動方針的過程。
- 執行過程組：為滿足專案需求，而進行專案管理計畫書中所定義之工作的過程。
- 監視與管制過程組：追蹤、審查及調整專案進度與績效，辨識計畫中需變更的事項，並啟動相對應之變更所需的過程。
- 結束過程組：完成橫跨所有過程組的所有活動，以正式結束專案或階段的過程。

## 專案管理原則
2021年國際專案管理學會出版之第七版專案管理知識體系指南，將五大過程組調整成以12項原則構成專案管理標準,專案管理原則提供專案從業人員執行專案績效領域工作時的行為指引，這些原則不具強制性，該12項原則分別是：

1. 成為勤奮、謙恭及關懷他人的總管：總管需遵循在組織內部或外部經正式授權的法律、規則、法規，以及要求，以正直、關懷及誠信的態度盡責行事，同時以全方位的觀點考量財務、技術、社會，及環境衝擊，做出負責任的決策。

2. 打造協同合作的專案團隊環境：專案團隊由具有多樣技能、知識及經驗的個人組成。相較於獨自作業的個人，協同合作的專案團隊更能有效率且有效能地實現共同目標。

3. 與利害關係人有效地互動：專案團隊在整個專案生命週期中，辨識、分析及積極主動地與利害關係人互動，促進專案成功與滿足利害關係人需求。

4. 專注於價值：價值是專案成功的最終指標與驅動力，為了透過專案實現價值，專案團隊應將焦點由交付標的轉移至預期成果，並持續評估與調整專案，將預期價值最大化。

5. 辨識、評估及回應系統間的交互作用：專案是由相互依存與相互作用的活動領域所組成的系統，專案團隊應以全方位的觀點辨識、評估及回應專案內部與外部的動態環境，以正面影響專案績效。

6. 展現領導行為：比起常態的營運，專案可能承擔更多外來影響與衝突，有效的領導更顯重要。任何專案團隊成員皆可展現領導行為以促進專案成功。

7. 依脈絡進行裁適：每個專案都是獨特的，故依據個別專案的脈絡、目標、利害關係人、治理，以及環境來設計最適合的專案開發手法，並在整個專案中持續的調適。

8. 將品質融入過程與交付標的：保持對品質的專注，以產出符合專案與產品的需求，且滿足利害關係人期望的交付標的。

9. 駕馭複雜性：複雜性是由於人類行為、系統行為、不確定性與模糊性，以及技術創新等因素，而造成專案或其環境難以掌握的一種特性，專案團隊可以保持警覺以辨識出複雜性的要素，並採取適當的手法與計畫來降低複雜性帶來的衝擊或影響。

10. 最佳化風險回應策略：風險可以是正面的機會或負面的威脅。持續評估、規劃及積極主動回應風險，以最大化專案的正面影響與最小化負面衝擊。

11. 擁抱調適性與韌性：在組織與專案團隊所使用的手法裡加入調適性與韌性，幫助專案適應改變、從挫折中恢復及推進專案工作。

12. 推動變革以達成預期的未來狀態：在整個專案期間和利害關係人共同合作，使獲得對於變革的認同。透過結構化的變革手法，協助成員、群體及組織從當前狀態過渡至預期的未來狀態。

## 知識領域
按照國際專案管理學會的專案管理知識體系指南，專案管理可以分為以下十大知識領域：
- 專案整合管理：針對屬於專案管理過程組中的各種過程與專案管理活動進行辨識、定義、結合、統一，以及協調的各項過程。
- 專案範疇管理：確保專案所需的過程包括全部所需的工作，且只能包括所需的工作，以成功完成專案的各項過程。
- 專案時程管理：管理專案完成時程所需的過程。在專案管理知識體系指南第6版之前，這被稱為「專案時間管理」。
- 專案成本管理：為確保專案能在獲准的預算內完成，對成本進行規劃、估算、編列預算、融資、籌資、管理，以及管制的過程。
- 專案品質管理：執行組織決定的品質政策、目標與責任的過程與活動，以使專案能夠滿足所擔保的需求。
- 專案資源管理：組織、管理和領導專案團隊的過程。在專案管理知識體系指南的第6版之前稱為「專案人力資源管理」。
- 專案溝通管理：確保專案資訊的及時和適當規劃、蒐集、建立、發布、儲存、檢索、管制，監視和最終處置所需的過程。
- 專案風險管理：對專案進行風險管理規劃、辨識、分析、規劃之回應及管制風險的過程。
- 專案採購管理：購買或獲得專案團隊以外所需的產品，服務或結果所需的過程。這過程包括採購規劃、徵求企劃書，詢價、來源選擇、契約管理和契約結束的過程。
- 專案利害關係人管理：辨識專案所影響的人員或組織，分析利害關係人的期望及對專案的影響，以及製定適當的管理策略，以有效地讓利害關係人參與專案決策和執行。

十個知識領域中的每一個都包含為了實現有效的專案管理而需要在其知識領域內完成的過程。 這些過程中的每一個都屬於五個過程組之一，創建了一個矩陣結構，以便每個流程可以與一個知識領域和一個過程組相關聯。

## 績效領域
2021年出版之第七版專案管理知識體系指南修正了原有以十大知識領域為主軸的內容，調整為以八大專案績效領域為主的架構如下
- 利害關係人績效領域：利害關係人績效領域說明與利害關係人相關的活動與功能
- 團隊績效領域：團隊績效領域說明與負責產出可實現商業成果的專案交付標的之人員相關的活動與功能
- 開發手法與生命週期績效領域：開發手法與生命週期績效領域說明與專案開發手法、節奏及專案生命週期階段相關的活動與功能
- 規劃績效領域：規劃績效領域說明為了交付專案交付標的與成果所需要的起始、持續及不斷發展的組織與協調之相關活動與功能
- 專案工作績效領域：專案工作績效領域說明與建立專案過程、管理實體資源及培養學習環境有關的活動與功能
- 交付績效領域：交付績效領域說明與交付專案所需達成的範疇及品質有關的活動與功能
- 衡量績效領域：衡量績效領域說明與評量專案績效相關的活動與功能，並採用適當的行動以維持可接受的績效
- 不確定性績效領域：不確定性績效領域說明與風險及不確定性相關的活動與功能

## 發展
雖然專案管理知識體系指南目的是爲管理大多數專案提供了一般的指南，但是目前有三個正式的發展：
- 軟體發展專案管理知識體系指南
- 建築工程發展專案管理知識體系指南
- 政府發展專案管理知識體系指南

## 評論與替代
在專案管理中，專案管理知識體系是被廣泛接受的標準，當然，有其他取代專案管理知識體系的標準，也有對專案管理知識體系的評論。這些評論主要來自關鍵鏈開發者和追隨者（如Eliyahu M. Goldratt和Lawrence P. Leach），而非關鍵路徑方法追隨者。在專案管理知識體系指南的專案時間管理章節中，確實說明了關鍵鏈為關鍵路徑的替代方法。
次要的評論源於Lean Construction。這個方法強調專案管理知識體系模式中缺乏的雙向溝通，並提供了強調語言/行動觀點及規劃過程持續改進的替代方案。

## 專案管理知識體系指南對其他標準的影響
- 國際標準 ISO 於2012年依據專案管理知識體系發展出 ISO 21500 專案管理指南國際標準[11][12]。

- 標準檢驗局將 ISO 21500 轉化為國家標準 CNS 21500專案管理指引供政府及企業參考。[13]

- 第三版的專案管理知识体系指南被國際電機電子工程師學會認定為作業標準，標準編號：IEEE Std 1490-2003，並被廣泛應用在不同行業，例如營建、土木、軟體、工程、汽車...。

## PRINCE2项目管理模式
PRINCE是PRojects IN Controlled Environments（受控环境中的项目管理）的缩写，它是一种对项目管理的某些特定方面提供支持的方法，是组织、管理和控制项目的方法。自出现伊始，PRINCE就广泛地被用于公共和私人部门。虽然开发PRINCE的原意是用于IT项目，但实际运用中，许多非IT项目也采纳了该标准。PRINCE2是1996年推出的版本。

## 第六版繁體中文翻譯
發行全球的《專案管理知識體系指南》PMBOK® Guide 第六版 ，由一百位志工，利用個人時間，費時半年完成翻譯。本專案以虛擬團體模式運作，並且採用敏捷手法進行翻譯，同時透過會議軟體進行平日的溝通與視訊會議、專案的成果展現等等。在等待PMI官方正式發布PMBOK V6，啟動該計畫的前一個半月，為有效監控翻譯品質，本次的翻譯計畫嚴禁直接使用翻譯軟體進行文章翻譯，反而是進行相當多地團隊組建及教育訓練，召開多次讀書會並建置專案管理翻譯工具讓翻譯內容以及標準達到一致。

## 第七版繁體中文翻譯
發行全球的《專案管理知識體系指南》PMBOK® Guide 第七版，內含《專案管理標準》一冊，由一百位志工，利用個人時間，費時百日完成翻譯。本專案以虛擬團體模式運作，並且採用敏捷手法進行翻譯，同時透過會議軟體進行平日的溝通與視訊會議、專案的成果展現等等。100位志工名單如下:網址 https://www.pm-mag.net/Article/Article_content.aspx?Tid=1175 （页面存档备份，存于） 。此外，在等待PMI官方正式發布PMBOK V7，啟動該計畫的前一個月，為有效監控翻譯品質，本次的翻譯計畫嚴禁直接使用翻譯軟體進行文章翻譯，而是進行相當多地團隊組建及教育訓練，召開多次讀書會並建置專案管理翻譯工具，以期讓翻譯內容以及標準達到一致。